# Ligne de Tatabánya à Oroszlány
La ligne de Tatabánya à Oroszlány ou ligne 12 est une ligne de chemin de fer de Hongrie. Elle relie Tatabánya par la gare de Tatabánya à Oroszlány par la gare d'Oroszlány. Elle dessert l'Ouest du pays.